# Southam (Warwickshire)
Southam is een civil parish in het bestuurlijke gebied Stratford-on-Avon, in het Engelse graafschap Warwickshire. De plaats telt 6567 inwoners.